# Saint-Yzans-de-Médoc
Saint-Yzans-de-Médoc (okzitanisch: Sent Dicenç de Medoc) ist eine französische Gemeinde im Département Gironde in der Region Nouvelle-Aquitaine (vor 2016: Aquitanien) mit 344 Einwohnern (Stand: 1. Januar 2022). Sie gehört zum Arrondissement Lesparre-Médoc und zum Kanton Le Nord-Médoc. Die Einwohner werden Saint-Yzannais genannt.

## Geografie
Saint-Yzans-de-Médoc liegt etwa 57 Kilometer nordnordwestlich von Bordeaux im Norden der Halbinsel Médoc am Ästuar der Gironde. Das Gemeindegebiet gehört zum Regionalen Naturpark Médoc.  Umgeben wird Saint-Yzans-de-Médoc von den Nachbargemeinden Saint-Christoly-Médoc im Norden, Saint-Bonnet-sur-Gironde und Saint-Ciers-sur-Gironde im Osten (am gegenüberliegenden Ufer der Gironde), Saint-Seurin-de-Cadourne im Süden, Ordonnac im Südwesten, Blaignan-Prignac im Westen sowie Couquèques im Nordwesten.

## Bevölkerungsentwicklung
| Jahr                       | 1962 | 1968 | 1975 | 1982 | 1990 | 1999 | 2009 | 2020 |
| Einwohner                  | 393  | 429  | 419  | 441  | 427  | 473  | 403  | 345  |
| Quellen: Cassini und INSEE |      |      |      |      |      |      |      |      |

## Sehenswürdigkeiten
- Kirche Saint-Brice
- Schloss Loudenne und Museum

Siehe auch: Liste der Monuments historiques in Saint-Yzans-de-Médoc

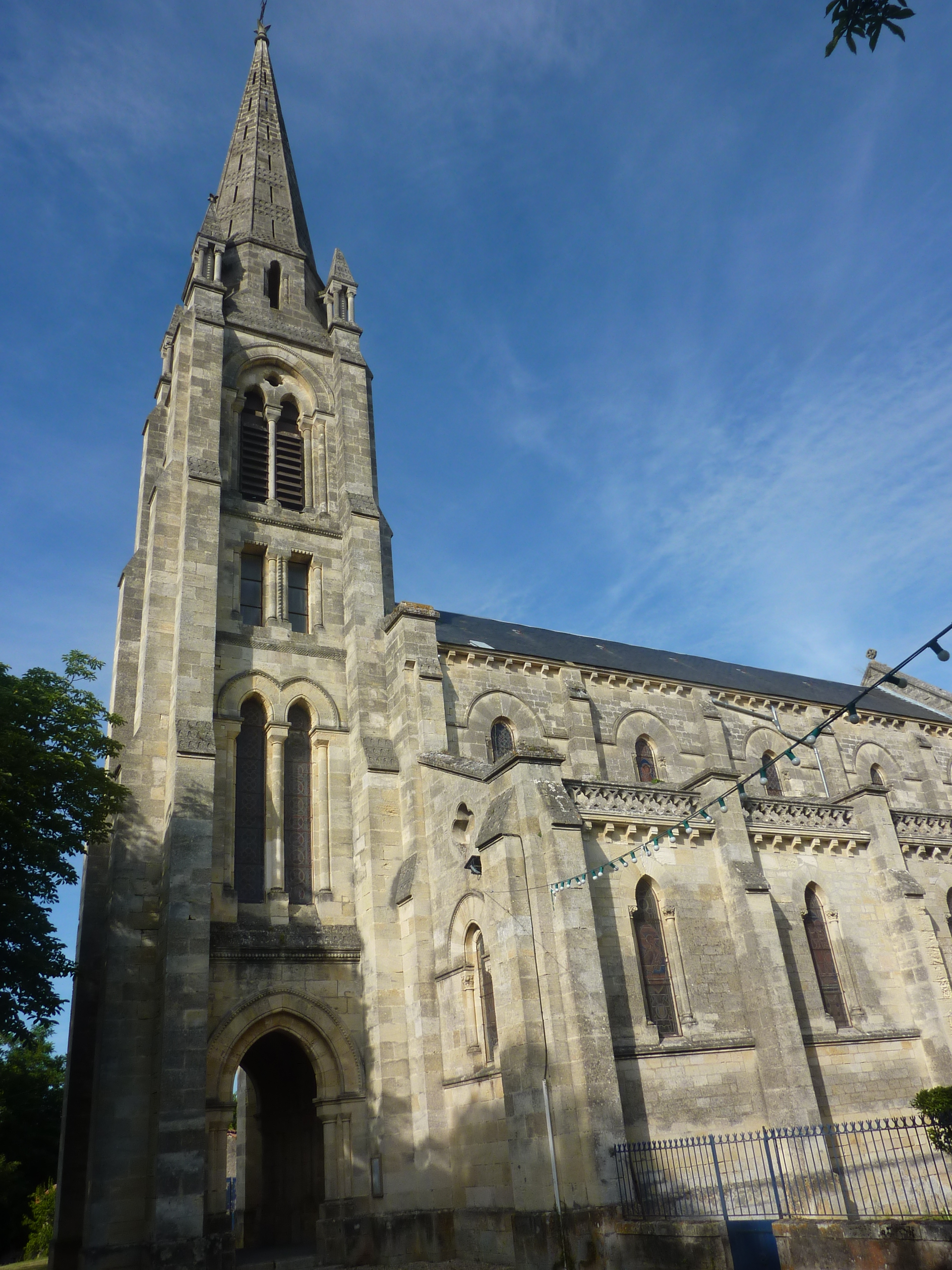
Kirche Saint-Brice
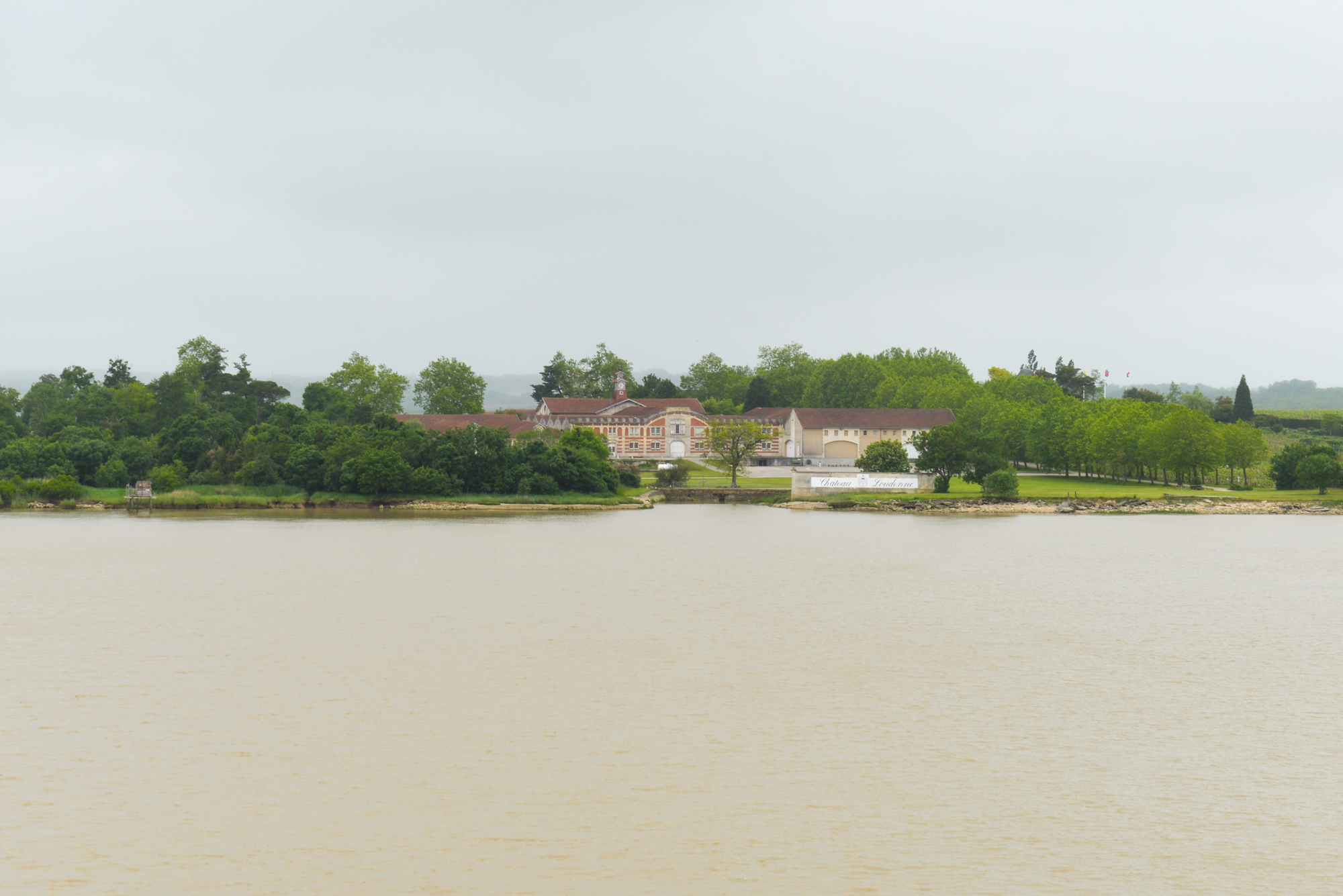
Schloss Loudenne